# Igla

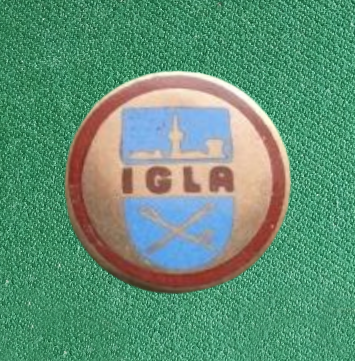
Jeden z klopových odznaků národního podniku IGLA

Igla byl národní podnik v Českých Budějovicích zabývající se výrobou jehel a dalších jehlařských výrobků. Šlo o významný podnik v oblasti lehkého strojírenství.
Sídlil v českobudějovické ulici U Sirkárny v objektech, kde byla v letech 1908 až 1933 původně dislokována Česká akciová sirkárna. Za Protektorátu Čechy a Morava v těchto objektech sídlila v rozmezí let 1942 až 1945 německá firma Leichtbau zabývající se opravárenskou činností vojenských letadel pro německé válečné letectvo.

## Po druhé světové válce
Po skončení druhé světové války byla do továrních objektů v ulici U Sirkárny v Českých Budějovicích přenesena ze severočeského pohraničí výroba jehel. Stalo se tak na návrh ministerstva průmyslu v roce 1946. Produkce továrny byla zahájena 15. ledna 1947 a během prvního roku výroby zajistilo 326 zaměstnanců vyrobení 196 milionů kusů jehlařských výrobků.

## Po únoru 1948
K přejmenování továrny na Igla, národní podnik došlo 6. května 1948. Od roku 1953 podnik Igla n.p. exportoval 50 % své produkce pod ochrannou známkou Akra celkem do 116 zemí světa. V roce 1963 byla v rámci rozšiřování podniku schválena stavba nových budov. V 80. letech 20. století Igla ročně produkovala kolem dvaceti milionů jehel a padesáti milionů platin do textilních strojů.
Během socialismu směřovala většina produkce firmy (asi 80 %) na východní trhy, především do Sovětského svazu. Část produkce byla vyvážena také do západní Evropy, Jižní a Střední Ameriky nebo do Mexika. Veškerý export zajišťoval podnik zahraničního obchodu (PZO). Provozovny podniku Igla byly dislokovány na třech místech: v Českých Budějovicích (cca 500 zaměstnanců), v Lužicích u Hodonína (asi 400 zaměstnanců) a ve Vlašských Kloboukách (asi 400 zaměstnanců). Za socialismu disponovala Igla vlastním sálovým počítačem, který zabíral celé jedno patro budovy a jeho obsluha čítala 25 osob. Sálový počítač sloužil pro výpočet mezd. (Mzdy pro ostatní firmy se počítaly v Podniku výpočetní techniky (PVT)). Národní podnik Igla (nositel Řádu práce a Řádu rudého praporu) byl zrušen v roce 1988 a jeho místo nahradil státní podnik Akra České Budějovice.

Ukázka klopových odznaků pracovišť podniku Igla
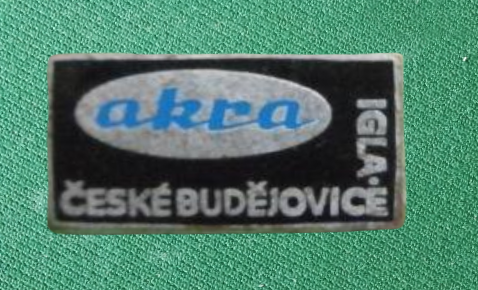
Centrála České Budějovice (obdélníkové provedení)
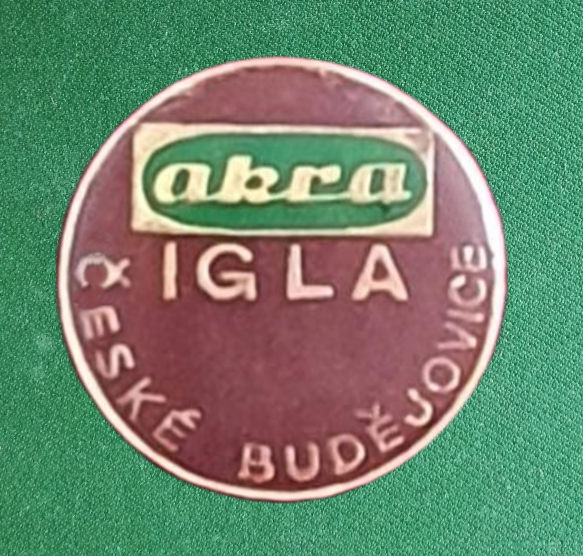
Centrála České Budějovice (kruhové provedení)
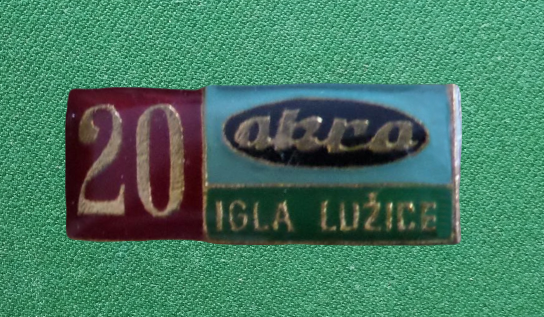
Pobočka v Lužicích u Hodonína (k výročí 20 let)
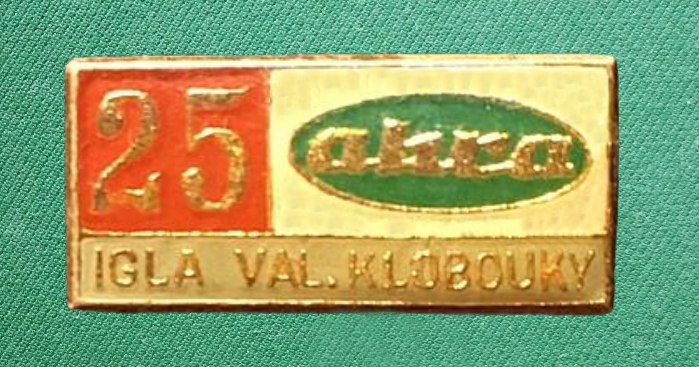
Pobočka ve Valašských Kloboukách (k výročí 25 let)

## Po pádu komunismu v Československu

Logo firmy Groz-Beckert

Po sametové revoluci v Československu (v listopadu 1989) se podnik musel vypořádat se ztrátou východních trhů. Nakonec byl tento státní podnik v roce 1990 transformován na akciovou společnost Akra (Akra a.s.) se 100% účastí státu. Privatizace podniku Akra a.s. proběhla v roce 1992 formou přímého prodeje akcií firmě Groz-Beckert. Část výrobního sortimentu podniku Akra převzala firma Kern-Liebers CZ a Prym Galanterie. 31. prosince 1998 byla akciová společnost AKRA zrušena bez likvidace a veškeré jmění přešlo na firmu AKRA s.r.o. 1. ledna 2001 pak byla tato firma přejmenována na Groz-Beckert Czech s.r.o.
Historie firmy Groz-Beckert se začala v roce 1852. Podoba firmy Groz-Beckert KG se sídlem v Německu (poplatná roku 2014) vznikla v roce 1937 sloučením dvou továren na jehly: Theodor Groz & Söhne a Ernst Beckert. V roce 2014 měla firma téměř osm tisíc spolupracovníků. Nějakým způsobem (zastoupeními, výrobními a prodejními dceřinými společnostmi) fungovala ve více než 150 zemích světa. Firma Groz-Beckert získala v roce 1992 českobudějovickou firmu AKRA, a.s., která měla dlouhou tradici ve výrobě jehel pro pletací stroje, všívací stroje, plstící stroje a šicí stroje. Koupí získala firma Groz-Beckert tři výrobní závody: v Českých Budějovicích (centrála firmy), v Lužicích u Hodonína a ve Valašských Kloboukách. V Českých Budějovicích (stav k roku 2014) se vyrábí stroje, stavební celky a nástroje pro potřeby celého koncernu. Také se zde vyrábí produkty pro tkaní, jako jsou nitěnky, lamely, brzdové listy a osnovní zarážky. V roce 2014 zde bylo zaměstnáno více než 450 osob. V Lužicích a ve Valašských Kloboukách se vyrábí jehly pro pletací a šicí stroje.

Vstupy do areálů firmy Groz-Beckert Czech, s.r.o.
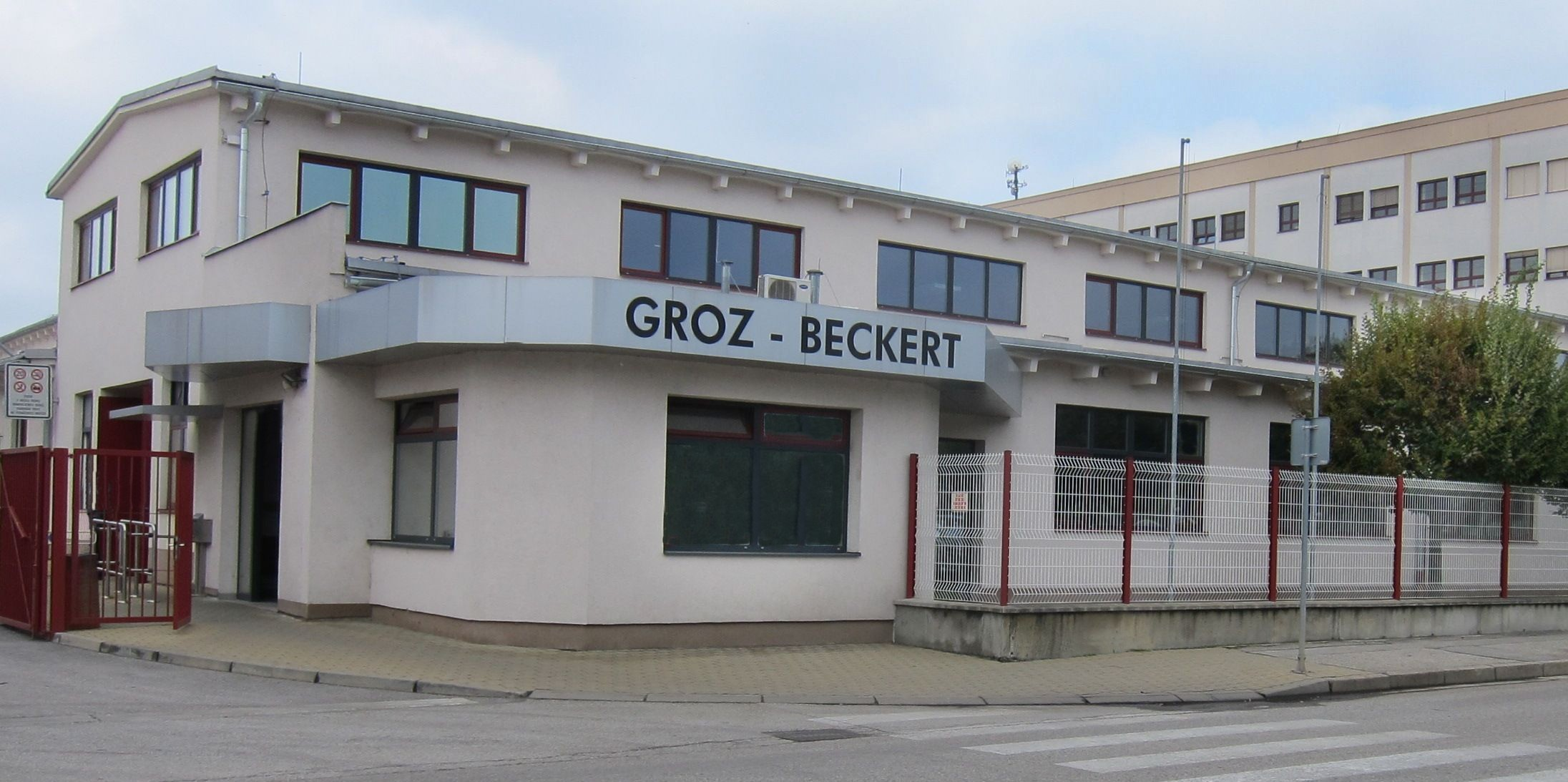
V Českých Budějovicích (na adrese: U Sirkárny 739/3); rok 2014
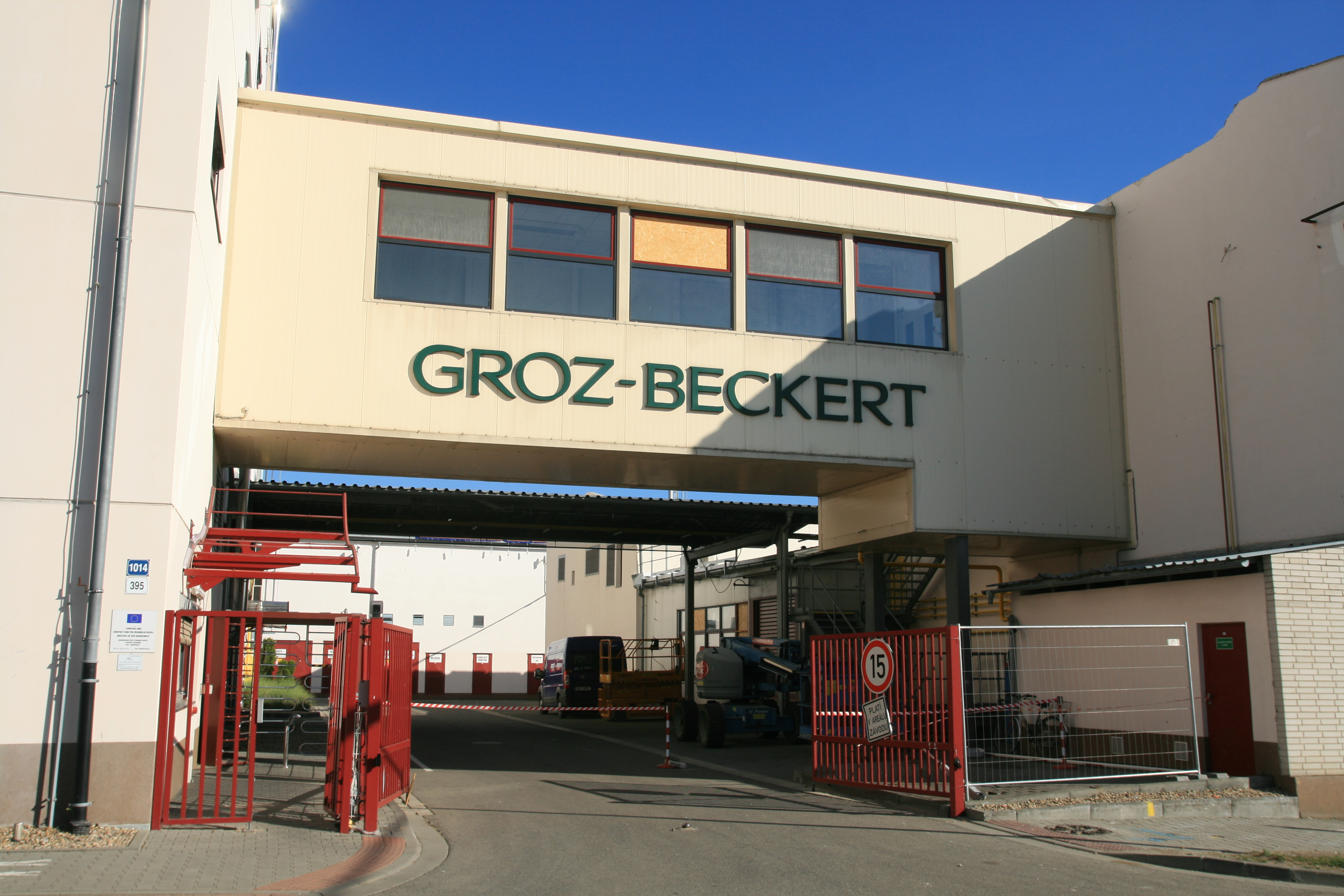
V Lužicích u Hodonína (rok 2021)
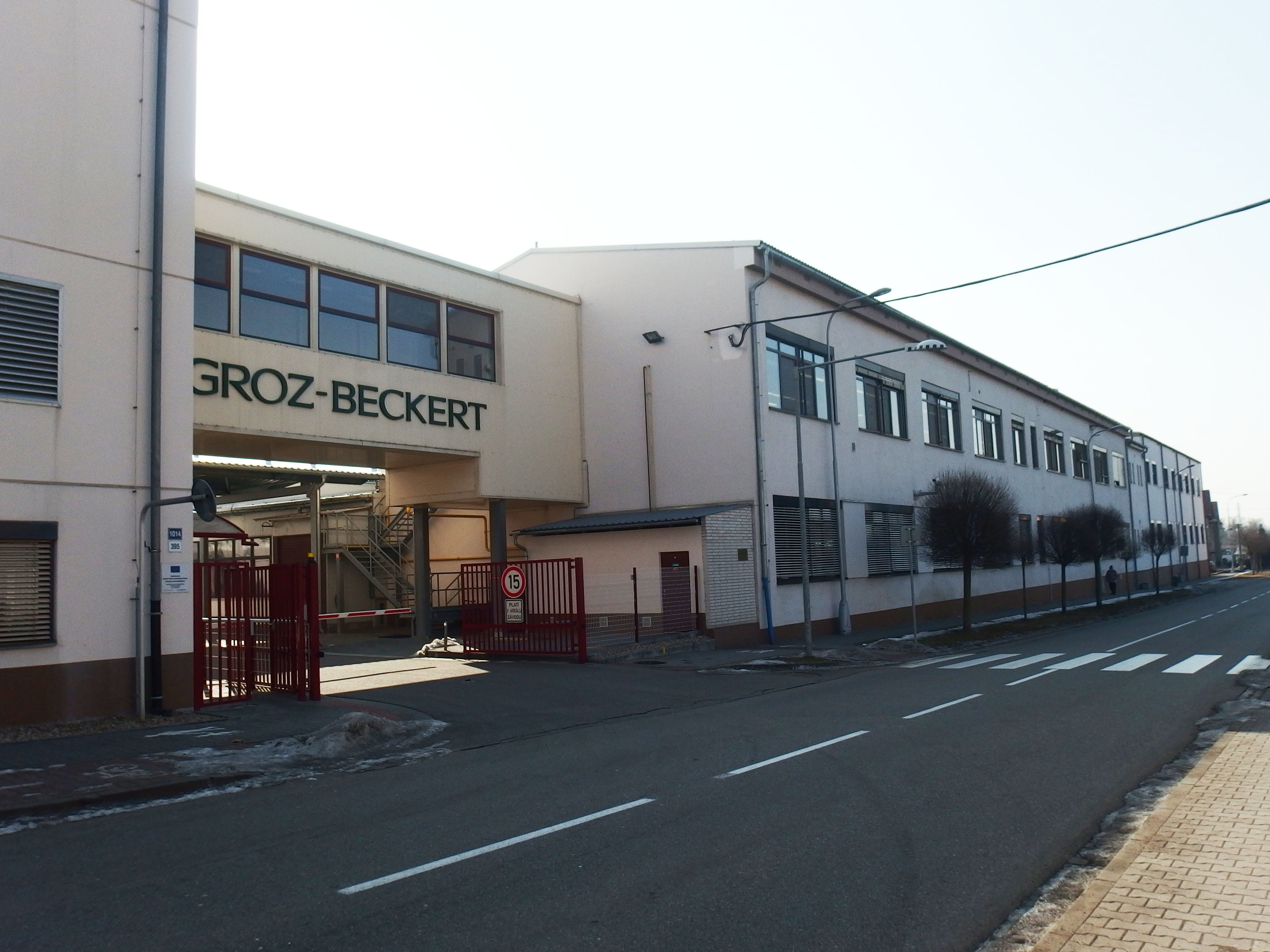
V Lužicích u Hodonína (rok 2017)

V současné době (rok 2024) se firma Groz-Beckert Czech s.r.o. prezentuje jako výrobce nástrojů a systémů pro textilní průmysl. V objektech (na adrese: U Sirkárny 739/3, 370 04 České Budějovice 4) vyrábí komponenty pro tkalcovské stavy (nitěnky, lamely a brdové listy) a v dané lokalitě probíhá také vývoj, výroba a opravy jednoúčelových strojů pro vlastní výrobu jehel a nitěnek. V objektech v Lužicích u Hodonína (na adrese: Velkomoravská 1014/395, 69618 Lužice, Jihomoravský kraj) firma vyrábí průmyslové strojní jehly, přesné součástky, nástroje a kompletní systémy pro výrobu a spojování textilních materiálů.

Ukázka výrobků jednoho segmentu podniku Igla – rybářské háčky
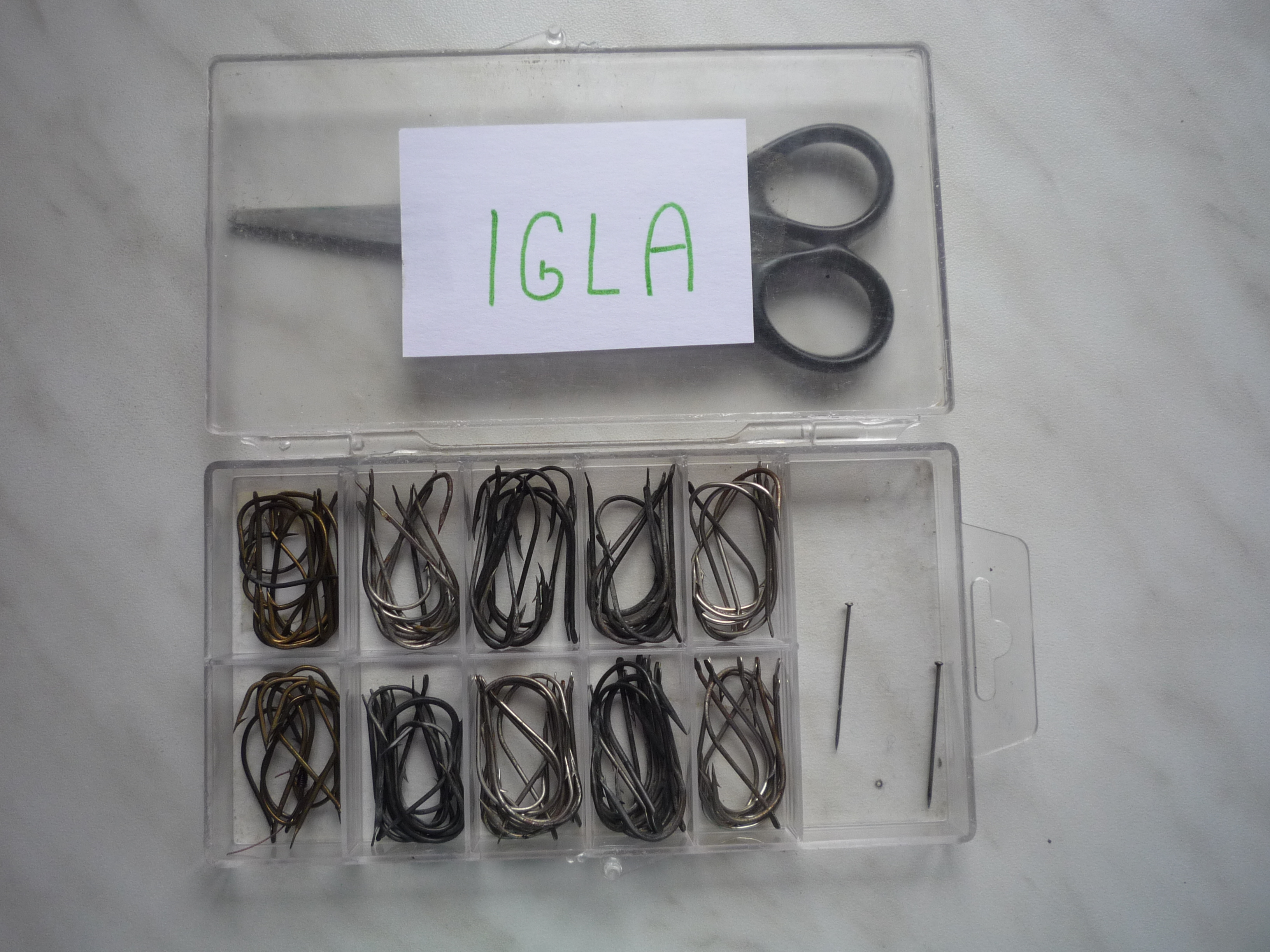
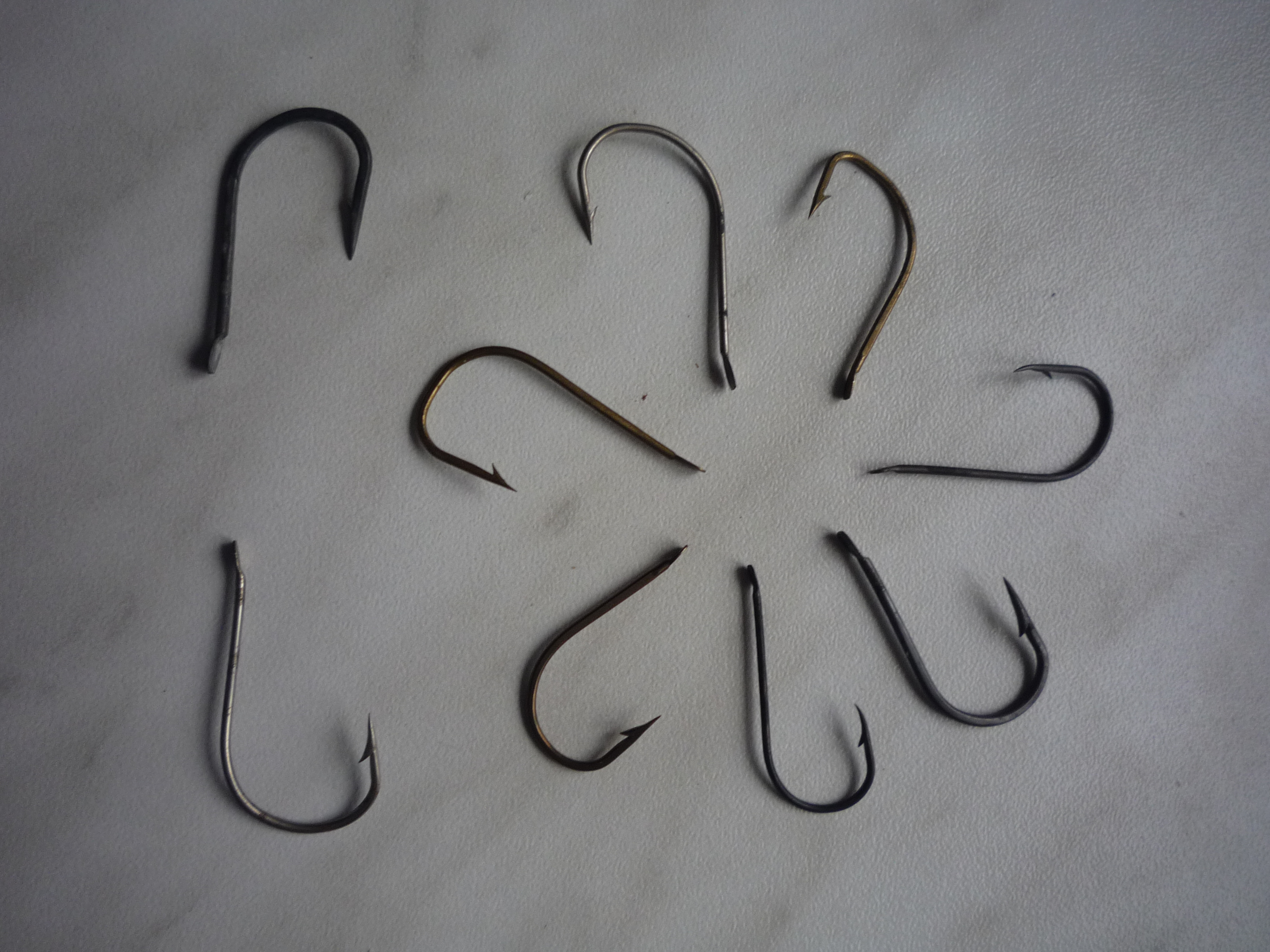
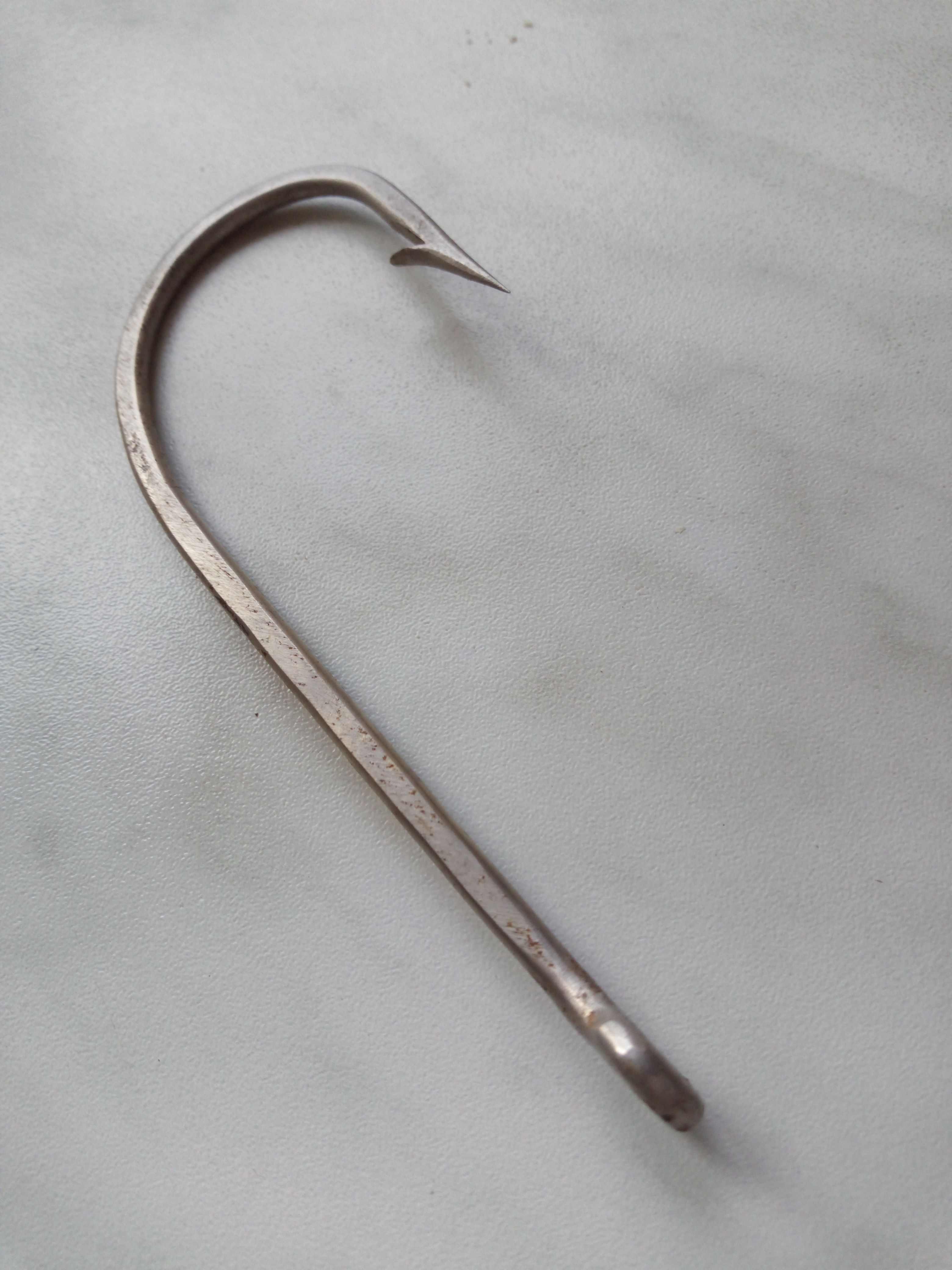
Háček na sumce